# Ouédeguin
Ouédeguin est une localité située dans le département de Pibaoré de la province du Sanmatenga dans la région Centre-Nord au Burkina Faso.

## Géographie
Ouédeguin se situe à environ 20 km au sud-est de Niangré-Tansoba et de Pibaoré, le chef-lieu du département, et à 75 km au sud-est de Kaya. Le village est traversé par la route régionale 2 qui relie Boulsa (à 30 km à l'est) à Korsimoro (à 40 km à l'ouest).

## Économie
L'économie du village repose principalement sur les activités agro-pastorales.

## Éducation et santé
Ouédeguin accueille un centre de santé et de promotion sociale (CSPS) tandis que le centre hospitalier régional (CHR) se trouve à Kaya. En 2016, une aide dans le cadre de la coopération avec le Japon a permis la réalisation de forages pérennes dans le village.
Le village possède une école primaire publique.